# Újbuda
Újbuda, o distretto XI (in ungherese XI. kerülete), è un distretto di Budapest, in Ungheria.
Attualmente è il quartiere più popoloso della città con 137.426 abitanti (2008). Fino al 1890 è stato un campo non abitato a sud fino alla storica Buda. La costruzione di una nuova area residenziale è iniziata nel 1900, il distretto attuale è stato edificato nel 1930. Dal 1880 al 1980 la popolazione di Újbuda è aumentata da 1180 a 178.960 abitanti.
Sono presenti grandi viali con le linee del tram e complessi resideniziali dell'era comunista. La linea 4 della metropolitana di Budapest, recentemente inaugurata, serve principalmente questa zona.

## Amministrazione

### Gemellaggi
- Praga 5 - Repubblica Ceca
- Traù - Croazia
- Ustroń - Polonia
- Stoccarda - Germania
- Sânzieni - Romania
- Târgu Mureș - Romania
- Trstice - Slovacchia
- Ada - Serbia